# Lilavaxing
Lilavaxing (Cuphophyllus flavipes), tidigare kallad lila vaxskivling, är en svampart som först beskrevs av Max Britzelmayer, och fick sitt nu gällande namn av Marcel Bon omkring 1984–1985. Den ingår i släktet Cuphophyllus och familjen Hygrophoraceae. Inga underarter finns listade i Catalogue of Life.

## Taxonomi
Släktnamnet har varit omdebatterat den senaste tiden (ungefärligen från andra hälften av 1980-talet till 2010-talet), med flera namnändringar och återkallanden av namnändringar, så något auktorsår har i regel inte satts ut av källorna. Svenska Artdatabankens taxonomisida kan ge en ungefärlig bild hur turerna har gått.

## Beskrivning
Arten har en hatt med klibbig yta, kraftiga men glesa, nerlöpande, gråaktiga lameller och runda sporer. Hattfärgen är violett- till brungrå. Foten är ljus, och gul mot basen.

## Ekologi
Lilavaxningens habitat utgörs av ogödslade, mossiga gräsmarker, som skyddas mot igenväxning genom bete eller slåtter. Den undviker sura jordar. Arten är ovanlig i stora delar av Europa, och hotas genom gödsling eller skogsplantering.

## Utbredning
Arten förekommer i Europa från Island och Brittiska öarna i väster till västra Östeuropa. De allra sydligaste delarna av kontinenten undviks. Enstaka asiatiska observationer utanför huvudområdet stämmer dåligt med tidigare uppgifter.
I Sverige finns arten från Skåne till Medelpad, med undantag av Öland och Gotland. Arten minskar, mycket till följd av habitatförlust. Det kan dock inte uteslutas, att de taxonomiska problem som nämns ovan i avsnittet "Taxonomi" kan ha gjorts att en del fynd inte har uppmärksammats.
Lilavaxingen förekommer inte  i Finland.